# تشنتو
تشنتو (بالإيطالية: Cento)‏ هي بلدية في مقاطعة فيرارا في إقليم إميليا رومانيا الإيطالي.

## السكان
في سنة 1861 بلغ عدد السكان 17٬627 نسمة، وتطور العدد ليصل في سنة 2011 لـ 34٬723 نسمة.
يظهر هذا المخطط البياني تطور النمو السكاني لـ تشنتو

## توأمة
لتشنتو اتفاقيات توأمة مع كل من:
- سيكشفهيرفار
- ماراتيا
- Vicente López Partido [الإنجليزية]‏

## أعلام
- ماركو كوستانتينو
- جيسيكا روسي
- فيروتشيو لامبورغيني
- ريكاردو موراشيني
- غورتشينو